# Жуйань
Жуйа́нь (кит. упр. 瑞安, пиньинь Ruì'ān) — городской уезд городского округа Вэньчжоу провинции Чжэцзян (КНР).

## История
Во времена первых централизованных империй эти места входили в состав округа Куайцзи (会稽郡), власти округа размещались на месте современного Сучжоу. При империи Хань в 110 году до н. э. в его составе был создан уезд Иньсянь (鄞县). В 85 году до н. э. из уезда Иньсянь был выделен уезд Хуэйпу (回浦县). Во времена Восточной Хань уезд Хуэйпу был переименован в Чжанъань (章安县), а потом из него был выделен уезд Юннин (永宁县). 
В эпоху Троецарствия в 239 году из уезда Юннин был выделен уезд Лоян (罗阳县). В 268 году уезд Лоян был переименован в Аньян (安阳县). После объединения китайских земель в империю Цзинь уезд Аньян был в 280 году переименован в Аньго (安固县).
Во времена империи Суй в 592 году уезд Аньго был присоединён к уезду Юнцзя. Во времена империи Тан в 622 году из уезда Юнцзя были выделены уезды Аньго и Хуанъян (横阳县). В 627 году уезд Хуанъян был присоединён к уезду Аньго, но в 701 году был выделен из него вновь. Во времена империи Тан в 902 году уезд Аньго был переименован в Жуйань (瑞安县).
Во времена империи Сун уезд входил в состав области Вэньчжоу (温州). Из-за того, что в этих местах родился и вырос Чжао Ци, после того, как он занял трон, область в 1265 году была поднята в статусе и стала Жуйаньской управой (瑞安府). После монгольского завоевания управа была в 1276 году преобразована в Вэньчжоуский регион (温州路). После свержения власти монголов и основания империи Мин Вэньчжоуский регион был в 1368 году преобразован в Вэньчжоускую управу (温州府). После Синьхайской революции в Китае была проведена реформа структуры административного деления, в ходе которой управы были упразднены, и в 1912 году Вэньчжоуская управа прекратила своё существование.
После образования КНР в 1949 году был создан Специальный район Вэньчжоу (温州专区), и уезд вошёл в его состав. В 1958 году к уезду Жуйань был присоединён уезд Вэньчэн, но в 1961 году он был воссоздан.
В 1973 году Специальный район Вэньчжоу был переименован в Округ Вэньчжоу (温州地区).
В 1981 году город Вэньчжоу и округ Вэньчжоу были объединены в городской округ Вэньчжоу.
1 июля 1987 года уезд Жуйань был преобразован в городской уезд.

## Административное деление
Городской уезд делится на 10 уличных комитетов и 5 посёлков.

## Культура
В XXI веке в уезде сохраняется традиция ручного набора подвижными деревянными литерами. В деревне Дунъюань уезда при финансовой поддержке властей уезда создан павильон, где с помощью набора подвижными деревянными литерами печатаются генеалогии и книги (напечатано более 5000 наименований книг к 2020 году). В 2010 году китайская печать подвижными литерами включена в Список нематериального культурного наследия ЮНЕСКО как нуждающаяся в срочной защите.